# Melchioria
Melchioria es un género de hongos en la familia Niessliaceae.